# Ethischer Tourismus
Als ethischen Tourismus bezeichnet man eine Art des Tourismus, bei der Rücksicht auf die Kultur und die Gepflogenheiten des Reiseortes genommen wird.

## Leitlinien
Der ethische Tourismus wurde 1999 im Globalen Ethikkodex für Tourismus definiert. Dieser wurde von UNWTO, der Tourismusbehörde der UN, ausgearbeitet. Er umfasst 10 Artikel, die sich an Hotel- und Gastgewerbe, Reiseländer und Regierungen, Reiseveranstalter und Reisebüros, Arbeitnehmer und Reisende richten. Der Inhalt der einzelnen Artikel zusammengefasst:
1. Der Tourismus sollte dazu beitragen, dass der Respekt und das Verständnis zwischen den Völkern der Erde und ihren Bewohnern verbessert wird. Das bedeutet, dass sowohl Gastgeber als auch Tourist die Kultur des anderen akzeptieren müssen
2. Tourismus sollte Toleranz, Gleichberechtigung und Respekt fördern und dem Reisenden die Möglichkeit bieten seine Persönlichkeit zu entfalten und den eigenen Horizont zu erweitern.
3. Tourismus sollte nachhaltige Entwicklung fördern, nicht die Natur zerstören
4. Das Erbe der Menschheit sollte durch den Tourismus gefördert werden.
5. Das gastgebende Land sollte durch neue Arbeitsplätze und sozialen, kulturellen und wirtschaftlichen Aufschwung vom Tourismus profitieren.
6. Die Akteure der Tourismusbranche haben Pflichten und müssen diese erfüllen. Beispielsweise müssen Tourismus-Fachleute Reisende über ihr Reiseziel informieren, die Regierung eines Staates muss Bürger und Touristen bei einer gefährlichen Situation warnen und die Presse muss ehrlich und nicht manipulativ über das Reiseziel berichten
7. Ein Mensch hat ein Recht auf Tourismus
8. Touristen sollten in Übereinstimmung mit nationalem Recht Bewegungsfreiheit genießen.
9. Die Grundrechte der Beschäftigten in der Branche müssen garantiert sein.
10. Öffentlichen und privaten Akteure in der Tourismusentwicklung müssen diese Prinzipien achten und befolgen.[1]

## Ziele
Ethischer Tourismus möchte Touristen zeigen, wie sie, sowohl negativ, als auch positiv das Land, das sie bereisen, mit ihrer Wirtschaftskraft verändern. Außerdem soll diese „Macht“ genutzt werden, um Entwicklungsländern zu helfen, in Hinsicht auf Umweltschutz, Sozialhilfe, Menschenrechte und Tierschutz. Hinzukommend sollen mehr ethische Reisen angeboten und von Reisebüros und -portalen stärker in den Vordergrund gestellt werden.

## Weltkomitee für Tourismusethik
Das Weltkomitee für Tourismusethik wurde 2004 zur Überwachung der Umsetzung des Ethikkodex’ für Tourismus gegründet. Es wird gebildet von Gesandten der Mitgliedsstaaten der UNWTO und von Botschaftern, der von der UNWTO vertretenen Gruppen: Privatsektor, Arbeitnehmer/-innenverbände und Nicht-Regierungs-Organisationen.

## Ethical Traveler
Earth Island Institution, eine gemeinnützige Organisation, hat das Projekt Ethical Traveler gegründet, das sich dem Thema ethischen Tourismus verschrieben hat. Zu diesem Zweck veröffentlicht Ethical Travelers jedes Jahr eine Liste von 10 Entwicklungsländern, die nach folgenden Hauptkriterien ausgewählt werden:
- Umweltschutz
- Sozialhilfe
- Menschenrechte
- Tierschutz (seit 2013)

Im Jahr 2016 gelangten folgende 10 Staaten in die Ethical Traveler-Liste:
- Tuvalu, auf Grund des Engagements für Umweltschutz
- Mikronesien, auf Grund der Schaffung neuer Umweltschutzgebiete für den Erhalt der Artenvielfalt
- Dominica, auf Grund einer guten medizinischen Versorgung und einer fairen, diplomatischen Politik
- Kap Verde, auf Grund des Engagements des Staates für Gleichberechtigung und Toleranz
- Mongolei, auf Grund von weitreichenden Naturschutzprojekten
- Tonga,  auf Grund neuer Meeresschutzgebiete
- Uruguay,  auf Grund von vielen Investitionen in erneuerbare Energien
- Grenada, auf Grund des Schutzes von Korallenriffen
- Samoa, auf Grund neuer Solaranlagen
- Panama, auf Grund großer Wiederaufforstungsprojekte[4]